# Jacob Fleck
Jakob Fleck, all'anagrafe Jakob Julius Fleck, (Vienna, 8 novembre 1881 – Vienna, 19 settembre 1953), è stato un regista, sceneggiatore, produttore cinematografico, cameraman austriaco.

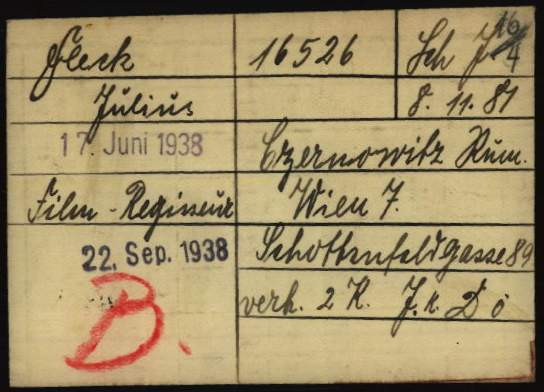
Scheda di registrazione di Jacob Fleck come prigioniero nel campo di concentramento nazista di Dachau

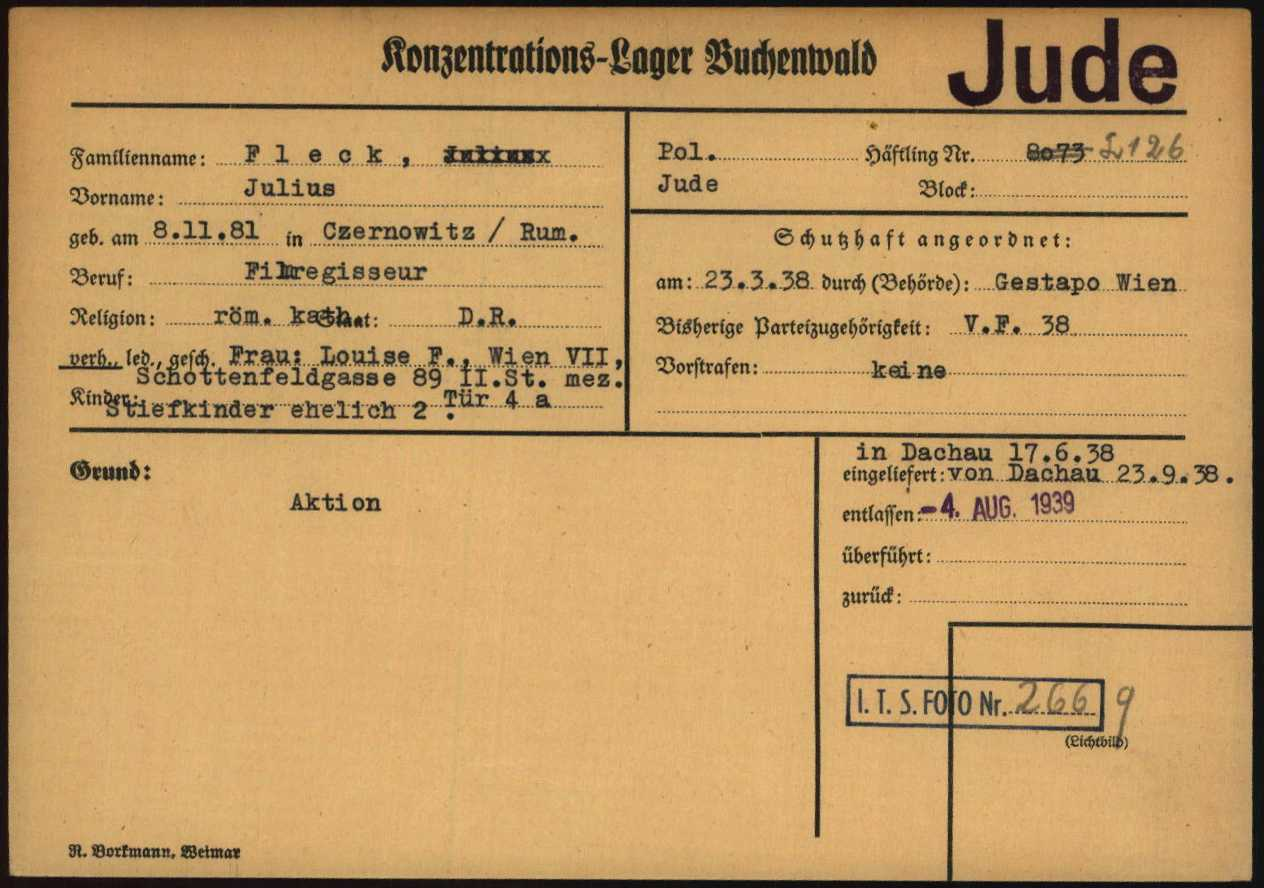
Scheda di registrazione di Jacob Fleck come prigioniero nel campo di concentramento nazista di Buchenwald

Nel 1910, fondò insieme ad Anton Kolm, a sua moglie Luise (che poi si sarebbe sposata con lui) e a suo fratello Cladius Veltée, la prima compagnia di produzione austriaca, la Kinofilms-Industrie (in seguito rinominata Wiener Kunstfilm-Industrie).

## Filmografia

### Regista (parziale)
- Die Ahnfrau (1910)
- Der Meineidbauer, co-regia di Luise Fleck (1915)
- Die Landstreicher, co-regia di Luise Fleck (1916)
- Der rote Prinz, co-regia di Luise Fleck (1917)
- Lumpazivagabundus, co-regia Luise Fleck (1919)
- Frühlingserwachen, co-regia di Luise Fleck (1924)
- Die Tochter der Frau von Larsac, co-regia Luise Fleck (1924)
- Der Meineidbauer, co-regia di Luise Fleck (1926)
- Der Pfarrer von Kirchfeld, co-regia di Luise Fleck (1926)
- Liebelei, co-regia Luise Fleck (1927)
- Il diamante dello Zar (Der Orlow), co-regia Luise Fleck (1927)
- Wenn Menschen reif zur Liebe werden, co-regia di Luise Fleck (1927)
- Der fröhliche Weinberg, co-regia di Luise Fleck (1927)
- Un bacio sotto la maschera (Der Bettelstudent), co-regia Luise Fleck (1927)
- La nave dei sette peccati (Die Yacht der sieben Sünden), co-regia di Luise Fleck (1928)
- Zarevitch (Der Zarewitsch), co-regia di Luise Fleck (1929)
- Die Warschauer Zitadelle, co-regia Luise Fleck (1930)
- Söhne und Töchter der Welt, co-regia Mu Fei e Luise Fleck (1941)

### Produttore (parziale)
- Der Müller und sein Kind, regia di Walter Friedmann (1911)